# استيبان مارينو
استيبان مارينو (بالإسبانية: Esteban Marino)‏ هو حكم كرة قدم أوروغواياني، ولد في 26 مارس 1914، وتوفي في 10 يناير 1999.

## روابط خارجية
- استيبان مارينو على موقع Soccerway.com (الإنجليزية)